# Stanhopea warszewicziana
Stanhopea warszewicziana är en orkidéart som beskrevs av Johann Friedrich Klotzsch. Stanhopea warszewicziana ingår i släktet Stanhopea och familjen orkidéer. Inga underarter finns listade i Catalogue of Life.

## Bildgalleri

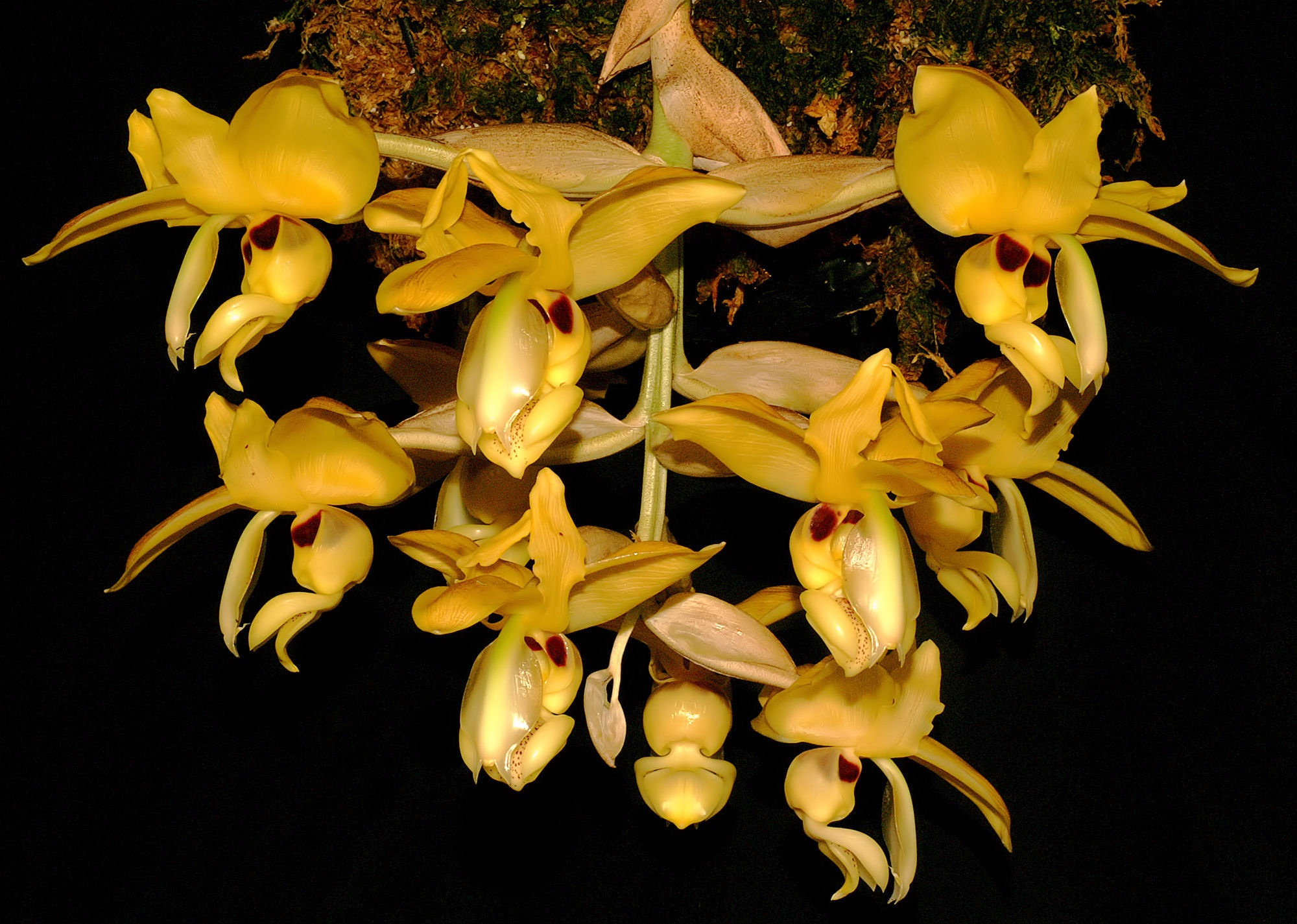
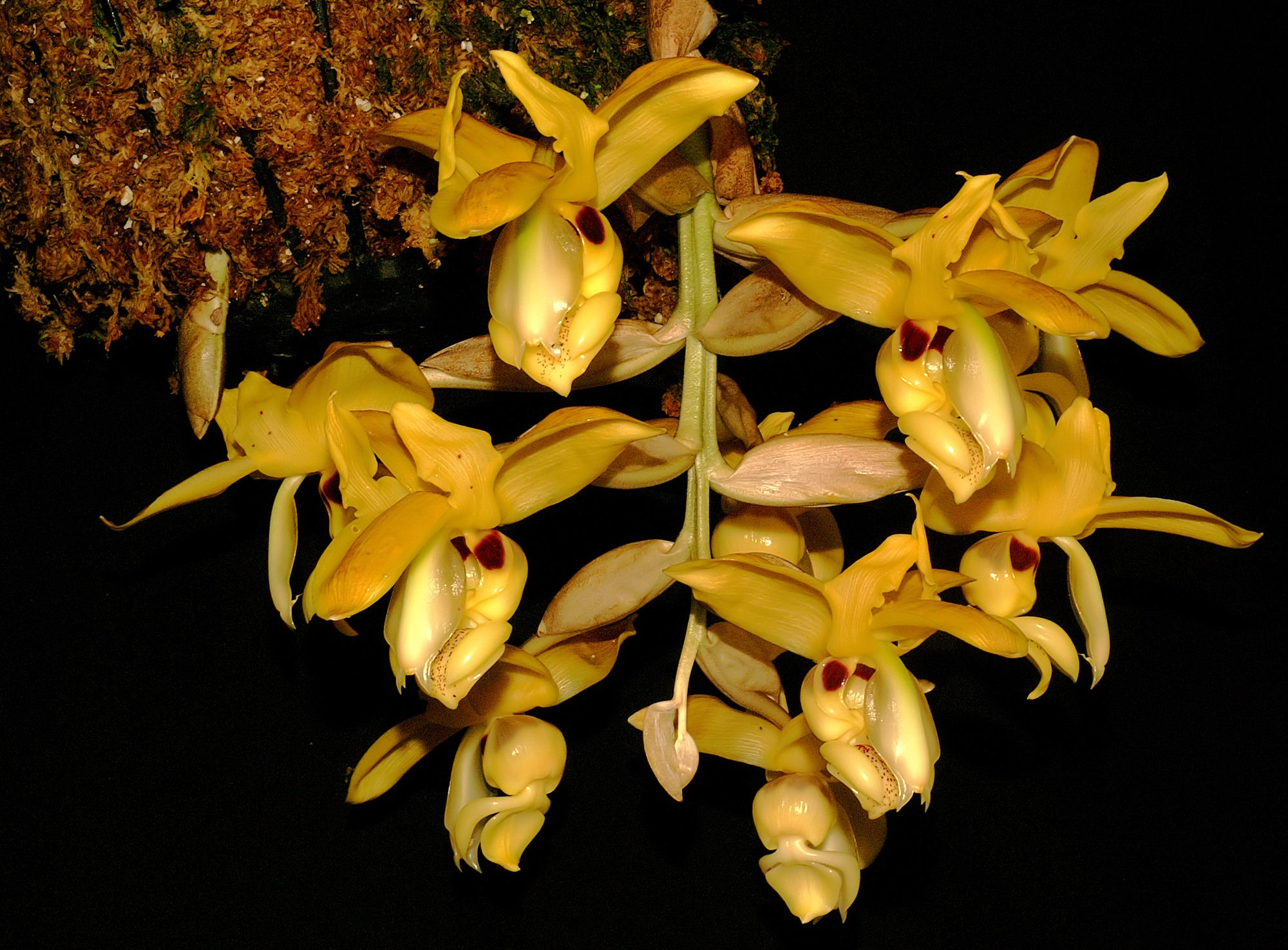
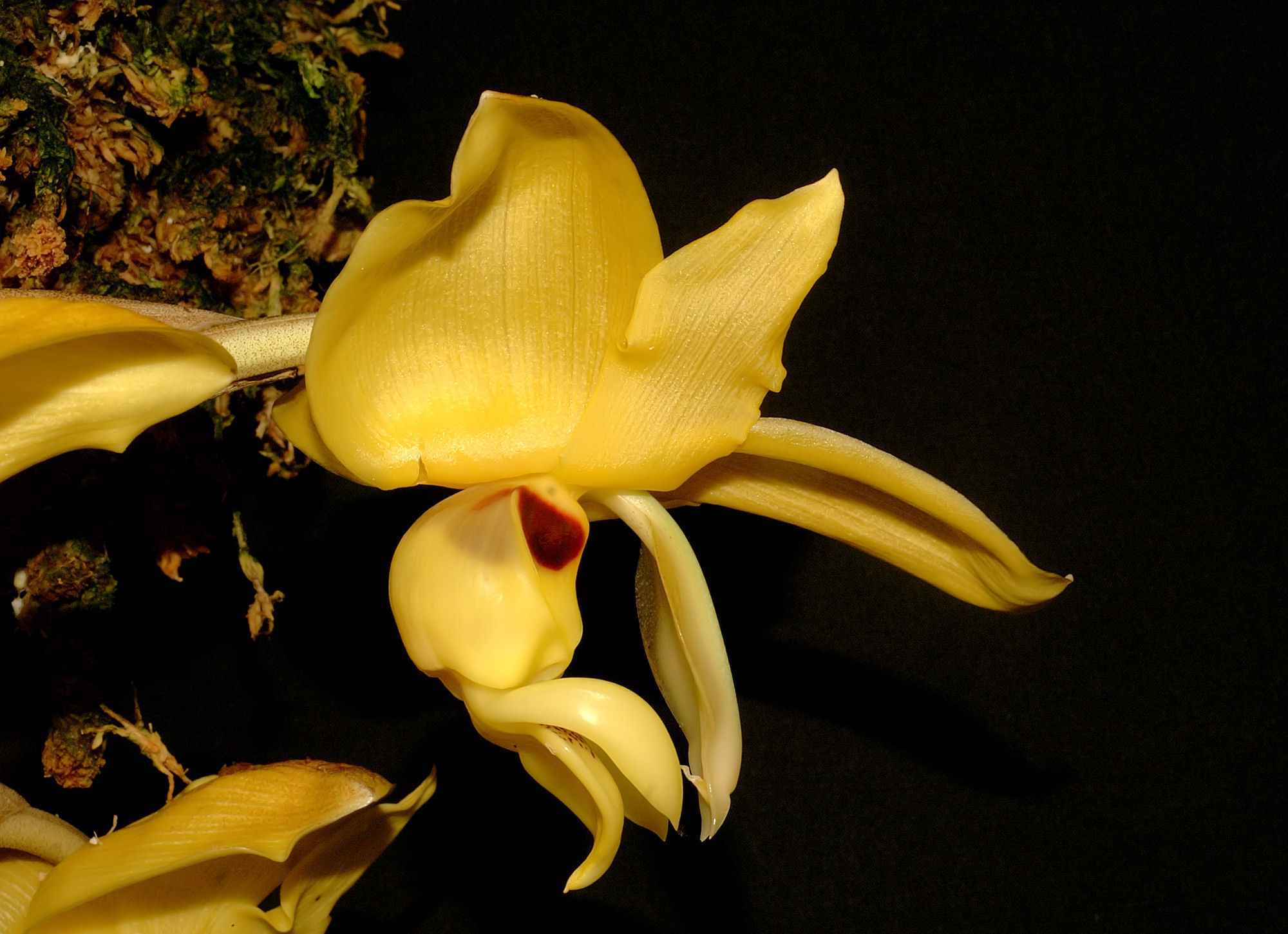
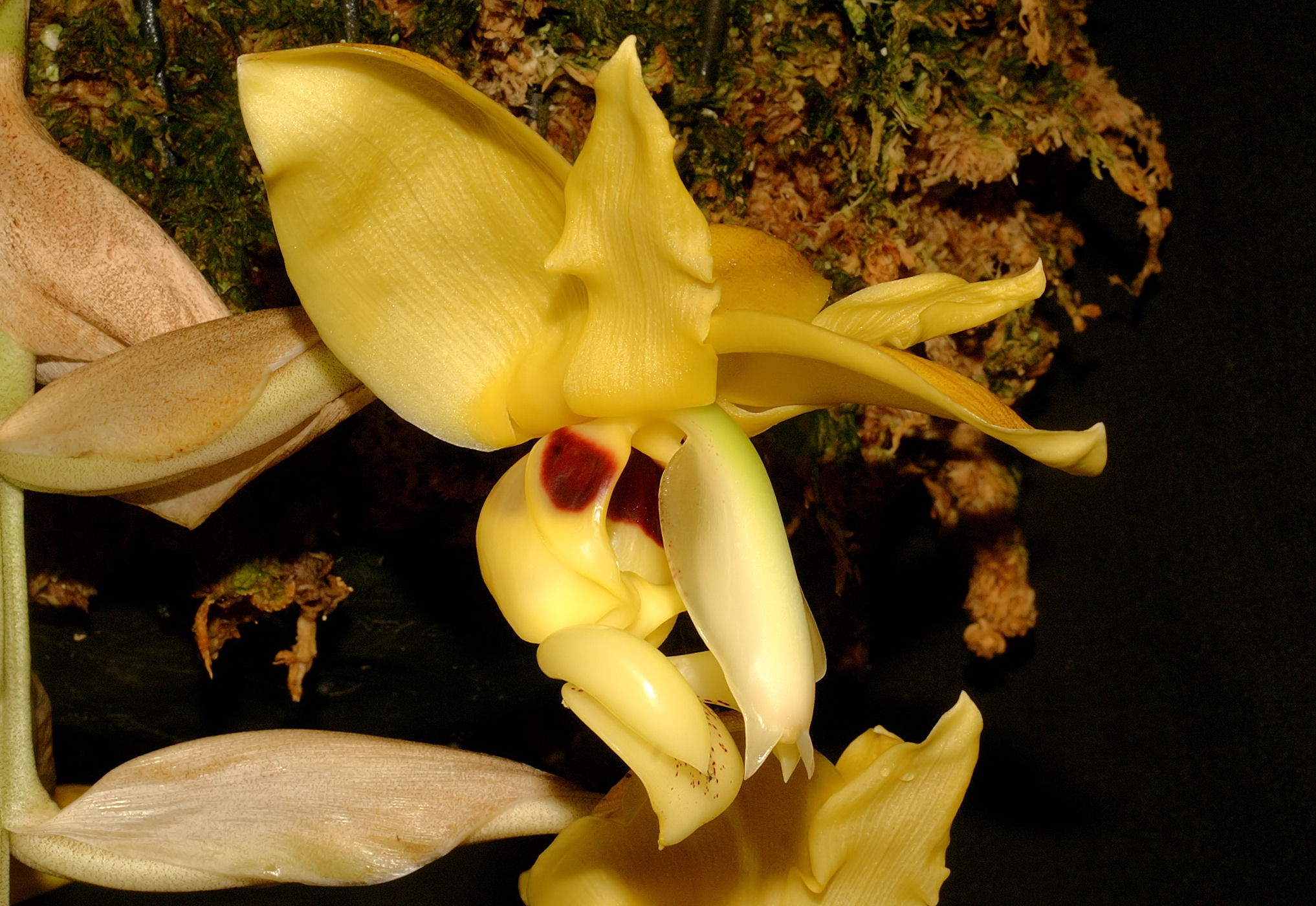
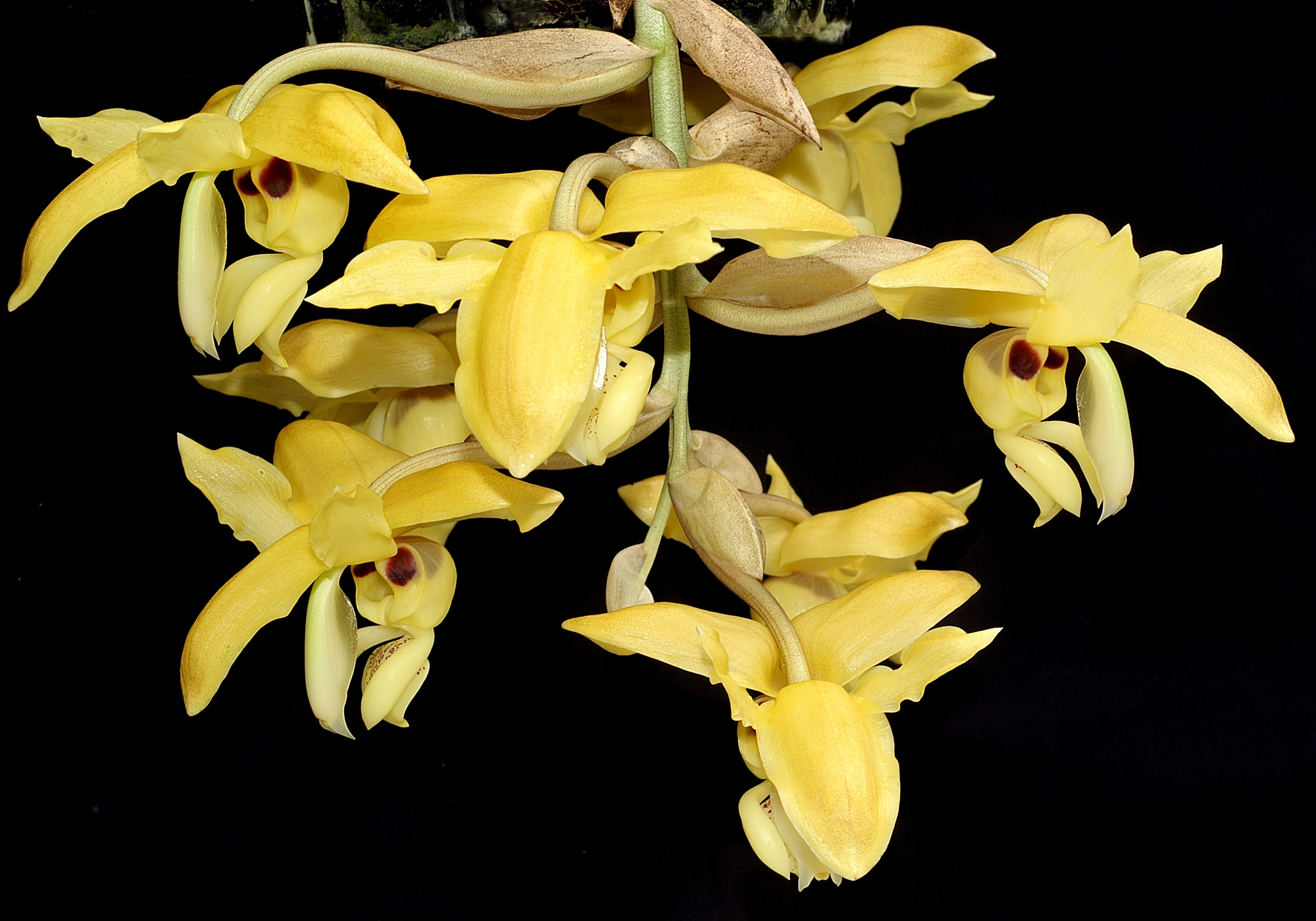
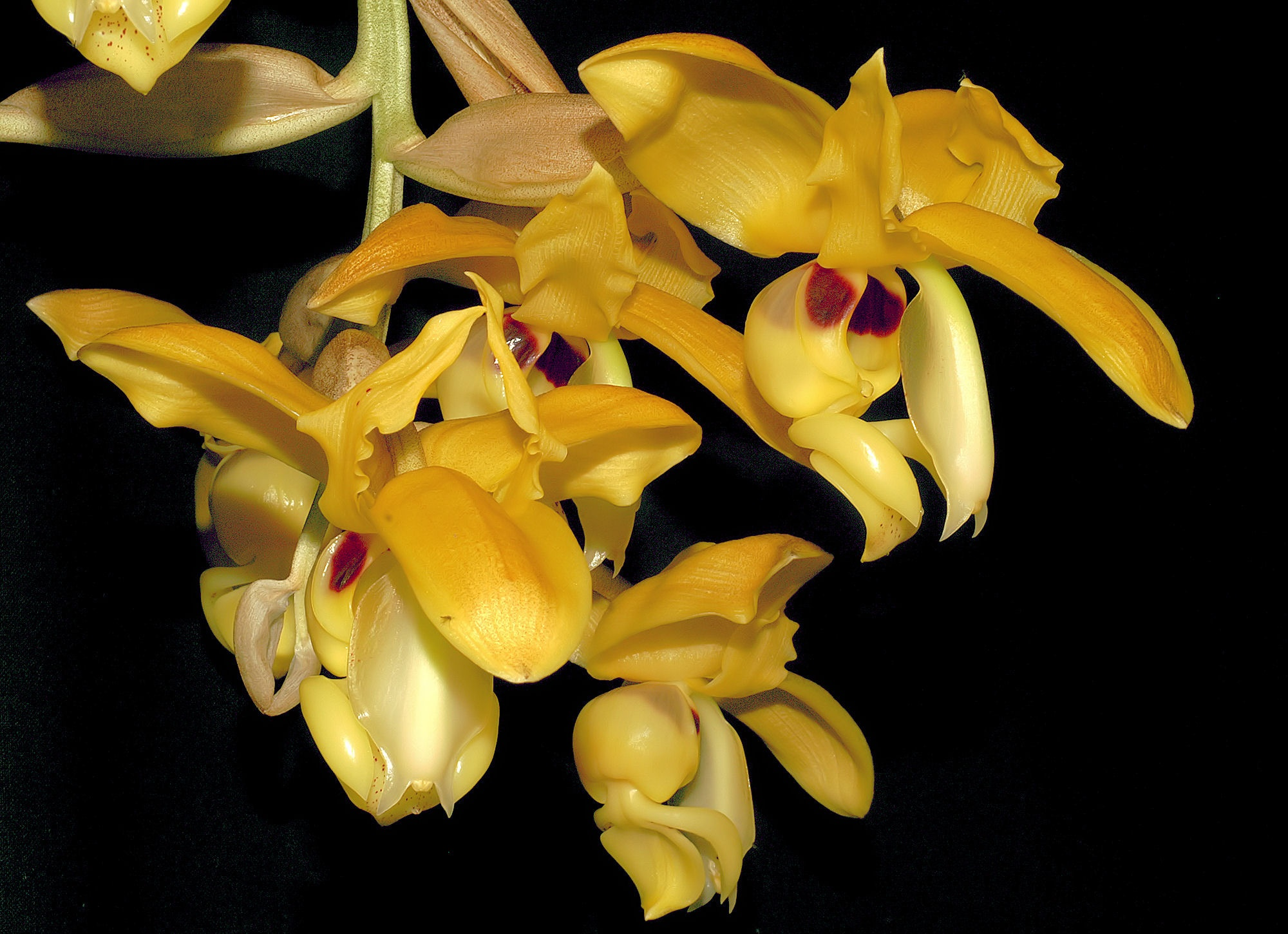